# 嘉年華集團
嘉年華集團，又稱嘉年華公司，全名為嘉年華集團暨公眾有限公司（英語：Carnival Corporation & plc），為全球最大的郵輪公司，市場佔有率達49.2%，在英美兩地雙重上市，旗下共有11個郵輪品牌。嘉年華公司總部設於美國佛羅里達州，郵政地址為邁阿密。英国总部位于南安普敦。

## 歷史
嘉年華公司於1972年成立嘉年華郵輪公司。公司在整個20世紀70年代和80年代穩步發展，於1987 年在紐約證券交易所首次公開募股。所產生的資金用於收購，1989年至1999年間，該公司收購了荷美郵輪、Windstar Cruises，Westours，Seabourn Cruise Line，歌詩達郵輪和Cunard Line。Carnival Corporation這個名稱於1993年被採用，以區分母公司和旗艦郵輪子公司。
2003年，嘉年華集團收購了（前鐵行集團一員）。嘉年華公司同意仍將是一家獨立的公司，在倫敦證券交易所上市並保留其英國股東團體和管理團隊。該公司更名為Carnival Corporation plc，兩家公司的業務合併為一個實體。嘉年華公司和嘉年華郵輪公司共同擁有嘉年華集團的所有運營公司。本來在嘉年華公司收購之前，已同意與皇家加勒比國際遊輪合併。隨著嘉年華公司（Carnival Corporation）發起惡意收購，這筆交易隨之取消。
嘉年華於2007年2月將星風郵輪出售給大使集團，並於2007年3月將Swan Hellenic出售給英國商人杰弗裡·斯特林。
2018年3月，嘉年華公司宣布有意投資在日本佐世保港建設新碼頭。新碼頭預計將於2020年開放。
2018年6月，嘉年華公司宣布，它已在阿拉斯加史凱威收購了白隘口及育空公路的港口，鐵路和零售業務。
2021年1月11日，嘉年华邮轮公司发布的第四季度（截至2020年11月30日）财务报表，报告显示，除先前计划的18艘船外，还将再出售1艘邮轮。 嘉年华公司的现金状况良好，拥有95亿美元，但该季度调整后的净亏损为19亿美元。

## 旗下郵輪品牌
- 爱达邮轮AIDA Cruises
- 冠達郵轮Cunard Line
- 嘉年華郵輪Carnival Cruise Lines
- 歌詩達郵輪船隊Costa Cruise Lines
- 荷美郵輪Holland America Cruise Lines
- 伊比羅郵輪（英语：Ibero Cruises）Ibero Cruises
- 鐵行郵輪P&O Cruises
- 澳洲鐵行郵輪（英语：P&O Cruises Australia）P&O Cruises Australia
- 公主郵輪Princess Cruises
- 璽寶郵輪（英语：Seabourn Cruise Line）Seabourn Cruise Line
- 海洋村郵輪（英语：Ocean Village (company)）Ocean Village Cruise Line

## 外部連結
- 嘉年華公司（页面存档备份，存于）（英文）